# François Cammarata
François Cammarata (Assoro, 3 april 1936 - Charleroi, 23 februari 2001) was een Italiaans-Belgisch syndicalist.

## Levensloop
Cammarata, zoon van Siciliaanse immigranten, groeide op te Quaregnon waar zijn vader mijnwerker was.
Cammarata was actief in de metaalvakbond CCMB in Charleroi. Hij werd regionaal verantwoordelijke en sinds 1986 secretaris-generaal van deze vakbondscentrale. Hij werd in 1989 voorzitter van het Waals ACV in opvolging van Robert D'Hondt, een functie die hij uitoefende tot hij in 1996 met vervroegd pensioen ging. Hij werd in als secretaris-generaal van de CCMB opgevolgd door André Delory en als voorzitter van het Waals ACV door Pino Carlino. Hij was ondervoorzitter van de raad van bestuur van de NMBS.